# Рампи, Альфредо
Альфредо Рампи (итал. Alfredo Rampi; 11 апреля 1975 — 13 июня 1981, Вермичино) или Альфредино (с итал. — «маленький Альфредо») — итальянский ребёнок, ставший жертвой несчастного случая близ маленького итальянского городка Вермичино в коммуне Фраскати близ Рима. Альфредо провалился в артезианский колодец, глубина которого составляла более 80 метров.
Шестидесятичасовое освещение спасательной операции, 18 часов из которого составлял прямой эфир, стало шоком для всего мира, положив начало телевизионным трансляциям и реалити-шоу, граничащим с нормами морали. Многие итальянцы усмотрели в произошедшей трагедии отражение общего положения дел в стране.

## История
Лето 1981 года было жарким, а кондиционирование воздуха было тогда фактически неизвестно в Италии. Семейство Рампи перебиралось из центра Рима в небольшой дом на окраине Вермичино. 10 июня 1981 года 6-летний мальчик Альфредо Рампи, страдающий пороком сердца, отправился в подлесок оливковых деревьев за виноградниками. Недалеко от того места располагался глубокий колодец, который пробурил сосед семьи Рампи. Колодец не был узаконен и, как обычно делалось в таких случаях, оформлен был бы лишь по достижении ожидаемых результатов. Позже будет установлено, что глубина шахты составляла 80 метров, начинаясь воронкой в 40 сантиметров диаметром с глубины в 30 метров и сужаясь до 28 сантиметров. Днём 10 июня 1981 года в эту шахту провалился Альфредо Рампи, игравший неподалёку.
Отец мальчика Фернандо Рампи, бухгалтер по профессии, не замечал отсутствие сына. В 19:00 соседский мальчик сказал, что видел, как Альфредо играл один несколько часов назад. Фернандо обошёл вокруг дома, призывая ребёнка, но ответа не было. В 21:30 Фернандо Рампи вызвал полицию, которая на протяжении двух часов прочёсывала близлежащую местность с фонарями. Поиски результата не принесли. Вскоре к поиску подключились кинологи с немецкими овчарками, которые ещё три часа обходили территорию. После полуночи к поискам присоединился местный отдел пожарной охраны. Между 1:30 и 2:00 ночи 11 июня чиновник пожарной команды по имени Джорджио Серранти узнал об артезианском колодце. Фернандо Рампи знал о нём, но полагал, что колодец был закрыт, как это обычно и бывало. Однако в тот день колодец закрыт не был.
Сирранти наклонился над скважиной и позвал мальчика. Вначале ответа не было, но когда пожарный позвал во второй раз, то услышал слабый голос «Мама!». На место прибыли телерепортеры, они установили над шахтой мощные осветительные прожекторы, которых не было у пожарной бригады. Один из пожарных крикнул в шахту «Ты можешь видеть нас, Альфредо?», но в ответ получил отрицательный ответ — «Нет. Не могу». Фонарь опустили на верёвке в шахту, и когда он достиг отметки в 36 метров, мальчик, наконец, дал утвердительный ответ.
Вскоре на место прибыли дополнительные бригады пожарной охраны. Командиры между 3:00 и 4:00 приняли решение, которое, как потом выяснилось, было роковым. Они опустили в шахту деревянную доску, чтобы Альфредо мог за неё уцепиться. На глубине 24 метров доска отвязалась от верёвки и заблокировала часть и без того узкого колодца.
Примерно в четыре часа ночи репортёры вновь невольно оказали помощь спасателям, спустив в шахту двухсторонний микрофон, за счёт чего мальчика можно было чётко слышать. Ребёнок звал маму — «Мама, вытащи меня отсюда. У меня болит рука и нога. Я устал».
Вскоре спасателям предложил свою помощь двадцатитрёхлетний спелеолог-любитель Туллио Бернабеи. Отверстие колодца было расширено и человек опустился вниз. Спасатели поняли, что глиняные стенки колодца препятствуют свободному падению ребёнка, но приоритетной задачей стало не допустить его соскальзывания. Бернабеи не смог добраться до блокировавшей шахту доски. Выбравшись на поверхность, он стал убеждать руководство спасательной операции привлечь к работе профессиональных спелеологов, однако его совет был проигнорирован.
Вниз была спущена вода с сахаром, которую пил мальчик. Врачи через микрофон констатировали, что дыхание Альфредо учащённое и в пять раз превышает нормальный ритм.
В шесть часов утра спасатели, проконсультировавшись с местными строителями, решили пробурить сбоку вторую шахту параллельно основной, через которую и собирались вытащить ребёнка. Бернабеи предупредил, что от вибрации возможно соскальзывание мальчика глубже.
К тому времени на место прибыл начальник пожарной охраны Рима Эльвино Пасторелли. Через мегафон, направленный в шахту, он представился Альфредо. Мальчик из любопытства спросил «Сколько людей у вас есть?» и получил ответ: «100 человек. Обещаю вытащить тебя отсюда».
В 8:30 на место прибыла буровая установка. В то время репортеры освещали лишь одно единственное событие — действия спасателей близ Вермичино. Идея с бурением новой шахты была воспринята всеми как стопроцентный шанс на спасение. В 10:30 бур остановился на глубине 11 метров, так как наткнулся на пласт гранита. В 14:00 прибыла более мощная буровая установка.
Теперь телекомпания RAI повысила ставки: на всех трёх телеканалах была прервана вся сетка вещания и запущен прямой эфир, освещавший события. Между 14:00 и полуночью почти 12 миллионов итальянцев наблюдали «сагу „Альфредино“», как её позже окрестили. Чуть позже аудитория выросла до 15, а спустя некоторое время приблизилась к 25 миллионам зрителей. В общей сложности прямой эфир продлился почти 18 часов, что для 1981 года являлось рекордом.
К середине дня в четверг местные жители наблюдали за развернувшимся шоу. Предприимчивые граждане организовали продажу безалкогольных прохладительных напитков толпе. В колодец же нагнетался кислород, дабы помочь дышать ребёнку. Спасателям он сообщил, что замёрз и хочет пить.
В 19:00 второй бур проник на глубину 21,4 метра, прежде чем его зубцы попали на вулканическую породу. В 20:15 прибыла третья буровая установка, размещавшаяся на длинном трейлере.
Восьмидесятипятилетний президент Италии Сандро Пертини прибыл на место и, несмотря на жару, поклялся не уезжать, пока мальчик не будет спасён. «Это разбивает мне сердце», — сказал он.
Лейтенанту пожарной команды Нандо Броглу была поставлена задача не давать ребёнку уснуть. Он, стоя на коленях над скважиной с мегафоном, удерживал Альфредо ото сна. Мальчик всё время плакал. Лейтенант рассказывал сказки, читал детские стишки и утешал ребёнка словами: «Сюда едет Manzinga Z, и его металлические когти освободят тебя. Разве ты не доволен? Не волнуйся, у нас есть некоторые проблемы, но мы вытащим тебя».
В 22:30 52-летний сицилиец-доброволец, худой и низкого роста, которого местная пресса окрестила «человеком-пауком», спустился в шахту на глубину 20 метров, так и не достигнув доски. Уже после полуночи третья буровая установка достигла глубины в 34 метра, что было на 2 метра выше предполагаемого местонахождения ребёнка.
В пятницу днём доктора измерили дыхание Альфредо — 50 раз в минуту; мальчик хрипел. Он жаловался, что шум вокруг него не давал спать. Лейтенант Брогл продолжал настаивать на том, чтобы Альфредо бодрствовал.
В 16:00 Пасторелли изменил тактику. Он приказал убрать буровую установку и опустил в новую шахту шестерых рабочих с отбойными молотками. И вот, почти через сутки после начала работ, пожарные всё же сумели сделать проход между двумя шахтами. До этого момента спасением занимались лишь пожарные. Спелеологи так и не были призваны. Не было и просьбы о помощи, адресованной международному сообществу. Позже «La Repubblica» и другие сочли это упущением, говоря: «Возможно, они сделали бы это по-другому в Орегоне или Огайо. Или Стокгольме или Бонне. Мы никогда не узнаем этого…».
В 17:48 представитель пожарной охраны Беппе Де Сантис наконец проник в шахту к Альфредо, освещая свой путь фонарём. Однако ожидающие на поверхности вскоре услышали его слова: «Он не здесь. Я не вижу его.» Затем он услышал голос мальчика, который шёл далеко снизу. Опасения Бернабеи подтвердились. От вибрации почвы при бурении и от работы отбойных молотков ребёнок проскользнул на 29 метров глубже уровня прохода между двумя шахтами. Альфредо оказался на глубине 61 метр, там, где уже начинался водоносный слой. Стала развиваться гипотермия.
В отчаянии Пастролли обратился к общественности за помощью. Ему нужен был человек, способный протиснуться в узкую шахту. Микрофон был спущен ниже, чтобы слышать всё более неразборчивую речь Альфредо.
В 20:45 Бернабеи всё ещё был на том же месте. Спасатели обвязали верёвки вокруг его лодыжек и стали опускать головой вниз. Это был первый спуск головой вниз в колодец. Такие попытки продолжались ещё на протяжении девяти часов. Бернабеи сумел достичь лишь 40-метровой глубины. Но чем глубже он спускался, тем более спертый был воздух и тем холоднее становилось в шахте. «Не закрывай глаза. Не двигайся!», кричал Бернабеи ребёнку, но вразумительного ответа не получил. «Он кричит и кричит», рассказал юноша, выбравшись на поверхность.
В 22:20 другой крошечный доброволец, Клаудио Априле, принял эстафету, но добрался лишь до глубины в 50 метров. Он тоже слышал крики мальчика. «Альфредо, всё хорошо», сказал он. «Я посылаю тебе немного молока… Всё хорошо. Дыши ртом. Всё хорошо».
В 23:00 предложил свои услуги Анджело Ликери. Он, возможно, был самым странным из добровольцев. Чтобы преодолеть кордоны полиции, он заявил, что является «экспертом дайвинга» и дипломированным спелеологом. На самом деле он был лишь 37-летним типографом.
В 23:20 в пятницу Ликери начал то, что превратилось в самый мучительный спуск. В 00:10 он достиг отметки в 55 метров и приказал опускать его как можно медленнее. Вскоре ожидавшие наверху услышали крик: «Я его держу…», а после «Стоп. Стоп! Остановитесь же, чёрт возьми! Я теряю его…» Через 15 минут Ликери был поднят в шоковом состоянии наверх. По его словам, он семь раз хватал мальчика, но и семь раз упускал его при подъёме. В последний раз он, схватив за руку ребёнка, сломал тому тонкое запястье. Ликери попытался пальцем отчистить рот ребёнка от глины и грязи, чтобы освободить дыхательные пути. После возвращения на поверхность доброволец потерял сознание и был срочно отправлен в больницу. Он пробыл в водоносном слое головой вниз 45 минут, тогда как предел возможностей человека, по словам медиков, составляет 20 минут. Ликери так никогда полностью и не восстановил здоровье после того спуска и спустя более тридцати лет всё ещё постоянно возвращается в памяти к той ночи.
Спуски продолжались в течение всей ночи. В 3:10 к спуску готовился неаполитанец по имени Пьетро Молино, но вмешался местный судья. Оказалось, что ему лишь шестнадцать лет и необходимо вначале получить родительское согласие.
Донато Карузо, последний из миниатюрных добровольцев, начал своё погружение в 5:02 в субботу. Альфредо был в западне уже на протяжении двух с половиной дней. Карузо взял с собой полицейские наручники, которые надеялся надеть Альфредо и поднять ребёнка за них. Карузо достиг глубины 60 метров и обнаружил Альфредо в положении с закинутой головой. Запястья мальчика выскользнули из наручников, а сам он соскользнул ещё глубже. Карузо тем временем был вынужден неотложно подняться на поверхность для исправления возникшей проблемы с удерживающей его за лодыжки упряжью.
Вернувшись обратно, уже на глубину 63 метров 20 сантиметров, он попытался надеть наручники выше локтей, однако ребёнок выскользнул и в этот раз. Тогда доброволец повторно осмотрел Альфредо и в этот раз передал наверх: «Он не дышит. Голова наклонена назад. Он не дышит!». Карузо вытащили на поверхность, а в шахту спустили гидролокатор, который не зафиксировал биения сердца. В 6:36 в субботу, 13 июня 1981 года, врачи констатировали смерть Альфредо Рампи.
Однако, несмотря даже на спущенный в скважину телезонд и полученные изображения лица Альфредо с закрытыми глазами, не все поверили в гибель мальчика. Некоторые продолжали выдвигать всё более невероятные способы спасения. Студент-медик предложил задействовать выдрессированных обезьян, другой — наполнить шахту водой, чтобы та вытолкнула ребёнка на поверхность. Прибывшие на место в колонне из автоприцепов цыгане стали проводить магические обряды для воскрешения Альфредо. Вокруг места происшествия собралась 15-тысячная толпа любопытных граждан.
Прямая трансляция тем временем была завершена.

## Последующие события
На следующий день в скважину был запущен жидкий азот, дабы заморозить и сохранить тело при температуре −30 °C. Труп Альфредо был извлечен 31 день спустя после начала спасательной операции. В работе принимали участие три команды шахтёров по шесть человек в каждой. По их словам, тело было извлечено из полутораметрового слоя 50 сантиметров в диаметре, состоящего из смеси грязи, льда и обломков деревянных досок над головой мальчика. Похоронен Альфредо Рампи за стенами базилики Святого Лаврентия.
Туллио Бернабеи, сделавший позже карьеру в «Discovery» на документальных фильмах о спелеологии, высказал мнение, что трагический финал произошёл по причине «импровизаций» в действиях спасателей при полной отсутствии координации. Фернандо Рампи выразил благодарность добровольцам и всем тем, кто на протяжении долгого времени продолжал звонить семье Рампи с предложением любой помощи.
Главными темами для новостных репортажей в 1981 году были скандал вокруг ложи П-2, покушение на Иоанна Павла II и действия итальянской мафии. Однако впервые в истории Италии прямая трансляция развернувшихся событий привлекла к телевизорам более 20 миллионов людей, отодвинув на задний план все другие новости. Изначально телекомпания приняла решение начать трансляцию, руководствуясь заявлением пожарного чиновника Эльвино Пасторелли, обещавшего быстрый и благополучный финал. Когда ситуация стала постепенно ухудшаться, по словам руководства телерадиокомпании, внимание к трансляции оказалось таковым, что прервать её было чрезвычайно сложно. Тем не менее, спустя ещё какое-то время редактор всё же принял решение о прекращении прямого эфира, однако секретарь президента Италии в телефонном разговоре озвучил просьбу продолжать, поскольку на место трагедии выехал Сандро Пертини — президент.
По свидетельству Джанкарло Санталмасси, когда пятничным вечером 12 июня на одном из каналов трансляция была остановлена для проведения политического ток-шоу, гостем которого был Пьетро Лонго, компания получила множество звонков от зрителей, требовавших вернуть трансляцию.
Данное событие послужило началом для продолжающихся по сей день дебатов о профессиональной журналистской этике. Трансляция, по мнению некоторых, ознаменовала начало эпохи «ужасающих реалити-шоу», а в итальянском языке появилось выражение «tv del dolore» («телевидение боли»), обозначающее стиль освещения некоторыми СМИ частных трагедий. Гражданский суд Рима наложил запрет на использование материалов из архивов RAI, в которых Альфредо Рампи «кричит или плачет», «зовёт свою маму или спасателей», и тех, в которых «родители или спасатели пытаются успокоить его». К двадцатилетней годовщине трагедии тогдашний директор архива RAI Барбара Скарамуччи опубликовала служебную записку журналистам, в которой напоминала про абсолютный запрет на использование подобных материалов. В последующие годы однако отдельные короткие фрагменты всё же были опубликованы, в том числе в эпизоде телепередачи «La storia siamo noi».
Общественность возложила ответственность на пожарных, которые, не имея никакого опыта, приняли на себя слишком многое; на землевладельца; на политиков, использовавших случай с Альфредо Рампи, чтобы отвлечь внимание народа от проблем в стране. Некоторые итальянцы усмотрели отражение произошедшего в общем положении дел в стране, говоря, что «вся Италия находится в колодце».

### Расследование
Вырывший колодец землевладелец, 44-летний школьный учитель Амедео Пизенья, был арестован и осуждён за нарушение техники безопасности, повлёкшей смерть. Обвинения также были выдвинуты против троих человек, помогавших ему бурить скважину. Пизенья не признал вину, повторяя, что той ночью колодец был надёжно закрыт.
Однако некоторые детали произошедшего остались неясными. Во время подготовки ко вскрытию тела оказалось, что на мальчике надета упряжь из ремней. На допросе в полиции доброволец Анджело Ликери пояснил, что сам надел упряжь на Альфредино, когда тот стал соскальзывать. Эту теорию опровергли пожарные, заявив на основе своего опыта о принципиальной невозможности сделать это в настолько стеснённых условиях и на границе водоносного слоя. Строители, помогавшие спасателям, также заявили о своих сомнениях относительно того, что шестилетний мальчик мог провалиться в скважину настолько малого диаметра.
Следователи обратили внимание, что Альфредо не знал, где находится и как вообще попал в шахту. Хотя это можно объяснить гипоксией, появились версии, что ребёнок был под действием некоего усыпляющего вещества, когда его со злым умыслом поместили в колодец. В течение нескольких лет после произошедшего отцу семейства Рампи поступали телефонные звонки с угрозами, поскольку кем-то был пущен слух о будто бы причастности его к убийству ребёнка. Некоторые обвиняли мать Альфредо в излишнем спокойствии после гибели сына.
Дальнейшее расследование было прекращено из-за недостатка улик, а также информации по делу.

## Отражение в культуре
Улицы многих городов Италии были названы в честь Альфредо, а его мать создала «Центр гражданской обороны детей имени Альфредино Рампи», имеющий в своём распоряжении команду быстрого реагирования на аналогичные ситуации. Произошедшие события также оставили значимый след в массовой культуре. Итальянская рок-группа «Baustelle» по мотивам случившегося написала песню «Alfredo», позже изданную десятым треком их альбома 2008 года «Amen». В том же году композиция удостоилась наиболее престижной музыкальной премии Италии — «Targa Tenco».
Дэт-метал группа Motherstone записала песню «Someone Sitting by You», включённую в 2008 году в альбом «Biolence». Композиция посвящена душевным терзаниям добровольца Анджело Ликери после неудачной попытки спасения. В начале записи, предваряя непосредственное исполнение, звучит фрагмент аудиозаписи из архива RAI, где Франческа Рампи зовёт сына по имени.
Автор и исполнитель Ренато Церо упоминает Альфредо в отрывке своей песни «Per carità», включённой в двойной альбом первой половины восьмидесятых, где есть слова: «Если умирает ребёнок, / найдётся и телеобъектив!». За авторством Джузеппе Дженна в свет вышел роман «Dies irae», где затрагивается версия об убийстве Альфредо. Реперы Фабри Фибра в треке «Su le Mani», Kaos One в треке «Fino alla fine» и римская певица Андреа Моралди в песне «Trentasei anni» также упоминают трагедию. Писатель Алдо Нове в сборнике рассказов «Superwoobinda» посвятил главу «Вермичино» произошедшим событиям, утверждая, что смерть в современном мире стала товаром.
О случившемся с Альфредо Рампи было снято несколько документальных фильмов, таких как эпизод «L`Italia di Alfredino» телепередачи «La Storia siamo noi» производства RAI; фильм «Alfredino. Il pozzo dei troppi misteri» Мауризио Костанзо 1987 года выпуска; картина 2011 года выхода «L’angelo di Alfredo», повествующая не только о предпринятых попытках спасти ребёнка, но также о последующей жизни Анджело Ликери, потерявшего той ночью здоровье и ныне еле сводящего концы с концами. К тридцатилетию событий был выпущен фильм «Ritorno a Vermicino, trent’anni dopo», где представлена частичная реконструкция произошедшего.
Миланский художник под творческим псевдонимом Акаб зарисовки «Alfredino Vermicino» по мотивам этой истории, где произошедшее показано с точки зрения ребёнка. В 2011 году за авторством Мауризио Монтелеоне в свет вышел графический роман «Vermicino. L’incubo del pozzo», где в свойственной жанру форме повествуется о гибели Альфредо.
Итальянский скульптор Бенедетто Робацца создал композицию «Альфредино», размещённую при входе в местный церковный приход. В 1997 году скульптура была украдена злоумышленниками, но уже через пять дней возвращена обратно.
В третьем сезоне мультсериала «Симпсоны» в эпизоде «Радио Барта» обыгрывается аналогичная история в США с Джессикой МакКлюр, имевшая благополучный финал. Некоторые критики однако посчитали, что в серии была спародирована скорее «сага „Альфредино“», нежели что-то иное.
В 2020 году в сериале 911 историю Альфредо также показали в 3 сезоне 15 серии, где весьма  тщательно были освещены попытки спасения мальчика, хоть и весьма своеобразно.